# Madisonville (Kentucky)
|  | Dieser Artikel wurde aufgrund von inhaltlichen Mängeln auf der Qualitätssicherungsseite des Projektes USA eingetragen. Hilf mit, die Qualität dieses Artikels auf ein akzeptables Niveau zu bringen, und beteilige dich an der Diskussion! Eine nähere Beschreibung der zu behebenden Mängel fehlt. |

Madisonville ist eine Stadt im US-Bundesstaat Kentucky. In dem Ort sitzt die Verwaltung des Landkreises  Hopkins County. Das U.S. Census Bureau hat bei der Volkszählung 2020 eine Einwohnerzahl von 19.542 ermittelt.

## Geschichte
Madisonville wurde im Jahre 1807 gegründet und nach dem ehemaligen US-Präsidenten James Madison benannt. Im frühen 20. Jahrhundert war der Ort Zentrum der Eisenbahn-, Kohle- und Tabak-Industrie.
In den 1960er Jahren entwickelte sich Madisonville weg von der Industrie hin zum Dienstleistungsbereich. So wurde ein Einkaufszentrum mit angrenzendem Kino eröffnet.
Im November 2005 zerstörte ein Tornado Teile der Stadt. Dabei war der Strom ausgefallen, außerdem verhängte der Bürgermeister eine Ausgangssperre und erklärte den Ausnahmezustand.

## Söhne und Töchter der Stadt
- Lyne Metcalfe (1822–1906), Politiker und Vertreter von Missouri im US-Repräsentantenhaus
- Polk Laffoon (1844–1906), Politiker
- Ruby Laffoon (1869–1941), Politiker und Gouverneur von Kentucky
- Dottie Rambo (1934–2008), Gospel-Sängerin
- Terry Bisson (1942–2024), Science-Fiction- und Fantasy-Schriftsteller
- Demetrious Johnson (* 1986), Mixed-Martial-Arts-Kämpfer